# Peter Camejo
Peter Miguel Camejo (Queens, 31 de dezembro de 1939 – Folsom, 13 de setembro de 2008) foi um empresário e político dos Estados Unidos da América, de origem venezuelana. Foi candidato à vice-presidência dos E.U.A., como running mate de Ralph Nader nas eleições de 2004. Embora tenham concorrido como independentes, tiveram o apoio eleitoral do Partido Reformista. Já fora candidato presidencial nas eleições de 1976 pelo Partido Socialista dos Trabalhadores.
Na eleição presidencial dos Estados Unidos de 2004, ele foi escolhido pelo candidato independente Ralph Nader como seu companheiro de chapa para vice-presidente em uma chapa que teve o endosso do Partido Reformista.
Camejo foi candidato a governador do Partido Verde por três vezes, mais recentemente em 2006, quando recebeu 2,3% dos votos. Camejo também concorreu na eleição revogatória da Califórnia de 2003, terminando em quarto lugar em um campo de 135 candidatos (2,8%), e em 2002, terminando em terceiro com 5,3%. Na eleição presidencial de 1976, concorreu ao Partido Socialista dos Trabalhadores, recebendo 90 310 votos.